# プロポーズアゲイン
「プロポーズアゲイン」は、2011年3月9日より配信がスタートした鈴木雅之4曲目の配信限定シングル。

## 解説
「イオンのプラチナバレンタイン」CMキャンペーンソング。
未パッケージ化作品。
「ラスト・ラヴ」も同時配信された。

## 収録曲
1. プロポーズアゲイン
  - 作詞・作曲：吉田Ｑ